# Ángel Pedraza Lamilla
Ángel Pedraza Lamilla (La Rinconada, Sevilla, 4 d'octubre de 1962 - Barcelona, 8 de gener de 2011) fou un futbolista i entrenador català. Va néixer a Andalusia, però es va traslladar sent un infant a Barcelona. Com a jugador va ocupar les posicions de defensa i centrecampista en clubs com el FC Barcelona, Vila-real CF i RCD Mallorca. Va ser internacional espanyol en categoria sub-18, sub-19, sub-20 i sub-23.

## Trajectòria

### Com a futbolista
Va arribar a les categories inferiors del FC Barcelona el 1974 i va ser recull pilotes al Camp Nou. Fou un dels primers jugadors que residiren a la Masia, inaugurada el 20 d'octubre del 1979. Kubala li va donar una primera oportunitat el 16 de setembre de 1980 en un partit de la Copa de la UEFA a Malta contra el Sliema Wanderers Football Club, convertint-se en el primer jugador format a la Masia que debutava en el primer equip, amb tan sols 17 anys. La temporada 1982/83 va ser cedit al Vila-real CF, en aquella època a Tercera Divisió. De nou a Barcelona, va militar al filial blaugrana fins a debutar en partit de lliga amb el primer equip el 26 de gener de 1986 davant de l'Athletic, amb Terry Venables d'entrenador. Aquell any, el Barcelona va arribar a la final de la Copa d'Europa, que va perdre a la tanda de penalts davant l'Steaua de Bucarest. Pedraza va jugar aquesta final, i va ser un dels que va fallar el seu penalt. Va romandre en el club català fins a 1988, sense arribar a consolidar-se com a titular. Va jugar un total de 90 partits amb el FC Barcelona, marcant 6 gols.
La temporada 1988/89 jugà al RCD Mallorca, que romania a la categoria d'argent. Aquella campanya, Pedraza va ser titular i els illencs pujaren a primera divisió, on van restar-hi tres anys, en les quals Pedraza va ser titular. Amb el Mallorca va ser subcampió de la Copa del Rei el 1991. Va continuar sent titular altres tres campanyes, a Segona Divisió. En total, va sumar 259 partits amb els mallorquins.
L'estiu de 1995 recalà al modest CF Sóller, club en el qual hi penjà les botes el 1997 després d'assolir l'ascens a Segona B.

### Com a entrenador
Després de retirar-se, continuà dins el món del futbol com a entrenador. Entre 1997 i 2002 es va encarregar de diversos equips de futbol base del FC Barcelona inclosos els Cadets A i B i el Juvenil. El 2002 marxà a l'altre club de la ciutat, el RCD Espanyol, coincidint amb el fitxatge del seu fill Marc per l'equip espanyolista. Com a entrenador es va fer càrrec primer del juvenil i després de l'Espanyol B.
La temporada 05/06 dirigí al Benidorm CD, i entre el 2006 i el 2008 al Vila-real CF B. El 2008 entrena a l'Iraklis grec i, posteriorment, de nou a Mallorca, a l'Atlètic Balears. El darrer equip que va entrenar va ser el CE l'Hospitalet, equip amb el qual va assolir el primer lloc en el grup V de tercera divisió en la temporada 2009/10, ascendint a Segona B.
Va morir el dia 8 de gener de 2011 víctima d'un càncer que feia temps que patia.

## Palmarès
- 1 Copa de la Lliga: 1985/86
- 1 Copa del Rei: 1988